# متحف إنديانابوليس للفنون
متحف إنديانابوليس للفنون هو متحف موسوعي للفنون يقع في نيوفيلدز، على 152 أكر (62 ها) الحرم الجامعي الذي يضم أيضًا ليلي هاوس وذا فيرجينيا فاير بانكس آرت، نايتشر بارك في نيوفيلدرز وبير جاردن والمزيد. يقع في زاوية طريق شمال ميشيغان وشارع غرب 38، على بعد حوالي ثلاثة أميال شمال وسط مدينة إنديانابوليس، شمال غرب مقبرة كراون هيل. هناك معارض ودروس وجولات وأحداث يتغير الكثير منها موسمياً. تمت الإشارة سابقًا إلى الحرم الجامعي بأكمله باسم متحف إنديانابوليس للفنون، ولكن في عام 2017 تمت إعادة تسمية الحرم الجامعي والمنظمة باسم «نيوفيلدز» لتعكس بشكل أفضل اتساع العروض والأماكن. يشير «متحف إنديانابوليس للفنون» الآن تحديدًا إلى مبنى متحف الفن الرئيسي الذي يعمل كحجر الزاوية للحرم الجامعي، بالإضافة إلى الاسم القانوني للمؤسسة التي تمارس أعمالها باسم نيوفيلدز (بالإنجليزية: Newfields).
متحف إنديانابوليس للفنون هو تاسع أقدم متحف للفنون، وثامن أكبر متحف موسوعي للفنون في الولايات المتحدة. تضم المجموعة الدائمة أكثر من 54000 عمل، بما في ذلك القطع الأفريقية والأمريكية والآسيوية والأوروبية. تشمل المجالات الهامة في المجموعة: اللوحات الانطباعية الجديدة. اللوحات اليابانية في فترة إيدو؛ السيراميك والبرونز الصيني. لوحات ومنحوتات ومطبوعات لبول غوغان ومدرسة بونت آفين؛ عدد كبير من أعمال تيرنر؛ ومجموعة متنامية من الفن المعاصر. تشمل مجالات التركيز الأخرى المنسوجات وفنون الموضة بالإضافة إلى التركيز مؤخرًا على التصميم الحديث.
تأسست عام 1883 من قبل جمعية الفنون في إنديانابوليس، وتم افتتاح أول متحف دائم في عام 1906 كجزء من معهد جون هيرون للفنون. في عام 1969، غيرت جمعية الفن في إنديانابوليس اسمها إلى متحف إنديانابوليس للفنون، وفي عام 1970 انتقل المتحف إلى موقعه الحالي. من بين مؤسسي جمعية الفن كانت ماي رايت سيوول (1844-1920)، المعروفة بعملها في حركة حق المرأة في التصويت. من بين المؤيدين الآخرين بوث تاركينجتون (1869–1946) وإيلي ليلي (1885–1977) وهيرمان سي كرانيرت (1887–1972) وكارولين مارمون فيسلر (1878–1960). تم إنشاء معهد جون هيرون آرت بمساعدة فناني هوسيير جروب البارزين مثل تي سي ستيل ووويليام فورسيث.
يُعرف المتحف على نطاق واسع بأنه مبتكر في تطويره لتقنيات مفتوحة المصدر والشفافية المؤسسية والتعاون بين المتاحف. في عام 2008، أصبح متحف إنديانابوليس للفنون أول متحف للفنون الجميلة يتم اختياره كشريك نجمة الطاقة (بالإنجليزية: Energy Star) بسبب مبادرته للتخضير والجهود المبذولة لتقليل استهلاك الطاقة. في عام 2009، مُنحت مؤسّسة متحف إنديانابوليس للفنون الميدالية الوطنية لخدمة المتاحف والمكتبات للخدمة العامة، وتحديداً سياسة القبول المجاني للمتحف والبرامج التعليمية. انتهت سياسة الدخول المجاني في أواخر عام 2014 بعد سبع سنوات للحفاظ على الاستقرار المالي على المدى الطويل.

## التاريخ

### الأيام الأولى
تأسس متحف إنديانابوليس للفنون باسم جمعية الفن في إنديانابوليس، وهي مجموعة مفتوحة العضوية بقيادة ماي رايت سيوول، صاحبة حق الاقتراع. تأسست في عام 1883، تهدف المنظمة إلى إعلام الجمهور بالفنون المرئية وتوفير التعليم الفني. احتوى المعرض الأول لجمعية الفن، والذي افتتح في 7 نوفمبر 1883، على 453 عملاً فنيًا من 137 فنانًا. تركت وفاة جون هيرون الأثرياء المقيم في إنديانابوليس في عام 1895 وصية كبيرة مع اشتراط استخدام الأموال لمعرض ومدرسة باسمه. افتتح معهد جون هيرون للفنون في عام 1902 عند ناصية شارع 16 وشارع بنسلفانيا. نما التركيز على حركة الفنون والحرف اليدوية خلال السنوات الأولى للمدرسة، مع التركيز على الفن التطبيقي. عُيِّن ويليام هنري فوكس عام 1905 كأول مدير لمعهد الفنون. من عام 1905 إلى عام 1910، أدار فوكس كلاً من المتحف والمدرسة أثناء تشييد مبنيين جديدين في موقع الشارع السادس عشر.
- الليالي المتأخرة: يفتح المتحف مرة في الشهر حتى منتصف الليل مع العروض والحفلات الموسيقية والقراءات وعروض الأفلام والجولات والبرامج العائلية.
- آرتس وليترز لايف: سلسلة محاضرات تضم مؤلفين وممثلين ورسامين وموسيقيين مشهورين.
- ليلة الخميس الحية: كل مساء خميس تقام حفلات موسيقى الجاز الحية والعشاء والمشروبات في المقهى، ولقاءات الفنانين في مركز الاتصالات الإبداعية.

من الثلاثينيات حتى الخمسينيات من القرن الماضي، ركز معهد جون هيرون للفنون على الاحتراف والنمو في المجموعات. حصل ويلبر بيت، مدير المتحف من عام 1929 حتى عام 1965، على أجزاء كبيرة من المجموعة. كما أقام بيت اتصالات مع متبرعين مثل الدكتور جورج ها كلوز، وبوث تاركينغتون، وإيلي ليلي. قدمت كارولين مارمون فيسلر، رئيسة جمعية الفنون في إنديانابوليس، عددًا من الأعمال الفنية في الأربعينيات، بما في ذلك الأعمال الفنية الحديثة في القرن العشرين وأعمال ما بعد الانطباعية لسيزان وفان جوخ وسيورات. بعد سنوات من الجدل الدائر حول توسعة المتحف والمدرسة ونقلهما، تبرع أحفاد إيلي ليلي، جي كي ليلي الثالث وروث ليلي، بملكية العائلة، أولدفيلدز، إلى جمعية الفن في إنديانابوليس في عام 1966. بعد عام واحد، قررت جمعية الفنون أن تصبح المدرسة جزءًا من حرم جامعة إنديانا في إنديانابوليس في محاولة للمساعدة في الاعتماد. في نفس العام، أكدت الرابطة أن المتحف سينتقل إلى أولدفيلدز، مع افتتاح جناح كرانيرت الجديد للجمهور في أكتوبر 1970. في عام 1969، قبل الانتقال إلى الموقع الجديد، غيرت جمعية الفن في إنديانابوليس اسمها رسميًا إلى متحف إنديانابوليس للفنون.

### الانتقال إلى الموقع الحالي

واجهة متحف إنديانابوليس للفنون عام 1988.

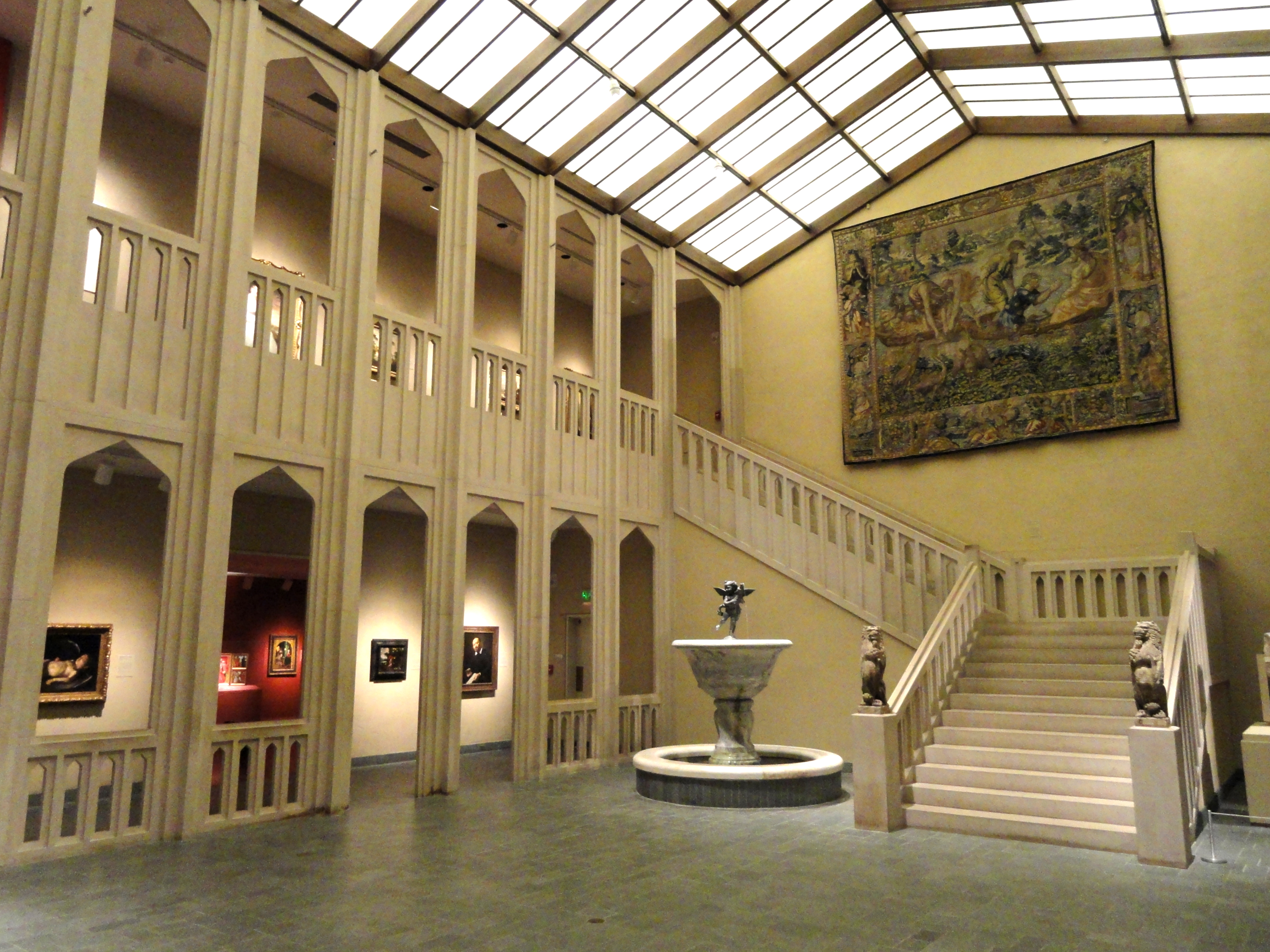
منظر داخلي لجناح كلوز في عام 2011.

في عام 1960، بدأ أعضاء مجلس إدارة جمعية الفن في إنديانابوليس مناقشة فكرة وضع المتحف في مركز حرم ثقافي جديد. مستوحاة من يونيفرستي سيركل (بالإنجليزية: University Circle) في كليفلاند، أوهايو، اقترح رئيس مجلس الإدارة هيرمان كرانرت بناء «منطقة أكروبوليتان» من شأنها أن تجمع بين عدد من المؤسسات الثقافية في بيئة طبيعية. سمح موقع المتحف على أراضي أولدفيلدز للمهندس المعماري أمبروز ماديسون ريتشاردسون بالبناء على فكرة الأكروبوليس مع الاستفادة أيضًا من الميزات الطبيعية للموقع. تم افتتاح كرانيرت بافيُّون في عام 1970 كأول مبانٍ من أربعة مبانٍ تقع على أرض المتحف. بعد افتتاح كرانيرت، استمر التوسع مع كلاوز بافيُّون في عام 1972، والذي يضم مجموعة كلاوز للماجستير القدامى. اكتمل بناء جناح شوالتر ونافورة سوتفين عام 1973. في عام 1986، اختار أعضاء مجلس إدارة متحف إنديانابوليس للفنون إدوارد لارابي بارنز لتصميم جناح هولمان، وهو جناح جديد للمتحف يضم مجموعة آيتلجورج للفنون الأفريقية وجنوب المحيط الهادئ. تم افتتاح الجناح في عام 1990 وزاد مساحة المعرض إلى أكثر من 80,000 قدم مربع (7,400 م2). يهدف التوسع إلى توفير استمرارية كرونولوجية أوضح وتدفق أكثر تماسكًا مع انتقال الزوار من معرض إلى آخر.
من منتصف التسعينيات حتى عام 2005 ركز معهد متحف إنديانابوليس للفنون على المرحلة التالية من التطوير، «الرؤية الجديدة»، أو ما أصبح يعرف باسم «متحف إنديانابوليس للفنون الجديد». بعد أربع سنوات من الترميم، أعيد افتتاح قصر أولدفيلدز للجمهور في يونيو 2002، وتم تحديده كمعلم تاريخي وطني في عام 2003. في عام 2005، أكمل المتحف مشروع تجديد وتوسيع مدته ثلاث سنوات بقيمة 74 مليون دولار أضاف ثلاثة أجنحة جديدة ومساحة معرض أكثر بنسبة 50 في المائة للمبنى. إجمالاً، أضاف البناء 164,000 قدم مربع (15,200 م2) بالمتحف بالإضافة إلى تجديد 90,000 قدم مربع (8,400 م2) من المساحة الموجودة. تضمنت التجديدات أجنحة هولمان وكلوز، التي تضم المجموعة الأوروبية للمتحف، بالإضافة إلى إضافة معرض ألين وايتهيل كلوز. هدفت التوسعة إلى توحيد المبنى والحرم الجامعي مع خلق جو أكثر ترحيباً بالزوار. كواحد من ثلاثة أجنحة جديدة وكمدخل جديد للمبنى، ساعد إيفروسيمون بافيُّون في نقل الزوار بين المتحف والأراضي المحيطة به. أضاف جناح وود جاليري بافيُّون ثلاثة مستويات من مساحة المعرض بالإضافة إلى منطقة لتناول الطعام وجناح تعليمي، بينما أضاف دير زينك بافيُّون مساحة إضافية للمناسبات الخاصة والعامة. تزامن التركيز المعماري على الترحيب بالزوار مع حملة إعلانية جديدة وصلت إلى جمهور أوسع وأكثر تنوعًا. في عام 2008، غيّر المتحف مدخله الرئيسي وعنوانه من 1200 ويست ستريت 38 إلى 4000 نورث ميشيجان رود.
ابتداءً من عام 2007، عرض المتحف الدخول المجاني. تم تعيين تشارلز إل فينابل كقيادة في عام 2012. في أبريل 2015، أعيد فرض رسوم الدخول للحفاظ على الاستقرار المالي على المدى الطويل. جاء هذا التغيير مع إضافة مواقف مجانية للسيارات. بعد ذلك، ارتفعت العضوية المدفوعة من حوالي 5000 عندما كان المتحف مجانيًا، إلى أكثر من 17000 في أكتوبر 2017.
في منتصف 2016 و2017، عرضت مؤسسة متحف إنديانابوليس للفنون ميني غولف خارجي. تم تصميم الثقوب من قبل مجموعة متنوعة من الفنانين ليكون لها موضوع هوسيير. كان القصد من المشروع هو استخدام المساحة الخارجية للمتحف لعرض الفن التفاعلي الذي قد يجذب أولئك الذين قد لا يشعرون عادة بالراحة في متحف الفن.

### نيوفيلدز والمهرجانات
في أكتوبر 2017، واصل المتحف هذه الحركة نحو جذب جمهور أوسع بالإعلان عن مبادرة العلامة التجارية الجديدة التي تم فيها تغيير اسم الحرم الجامعي إلى «نيوفيلدز». غيرت المبادرة رسميًا أسماء متحف إنديانابوليس للفنون، وذا جاردنز، وفيرجينيا B. فاير بانكس آرت ونايتشر بارك، وليلي هلوس لتشمل عبارة «أت نيوفيلدز» الملحقة بنهاية كل منها. رافق توحيد الحرم الجامعي عددًا من الأحداث الخارجية الجديدة. بدأت أضواء الشتاء في عام 2017، حيث تم تعليق 1.2 مليون مصباح لعيد الميلاد في جميع أنحاء حرم نيوفيلدز، بالإضافة إلى عرض ضوئي منسق موسيقيًا. عاد العرض في 2018 و 2019 بعدد متزايد من الأضواء في كلا العامين. في أكتوبر 2019، تم تقديم مهرجان ثان بعنوان «هارفست»، والذي تضمن غرفة مرآة لا متناهية من تصميم يايوي كوساما بعنوان «كل الحب الأبدي لليقطين»، ورسم اليقطين، وخيام البيرة والطعام، وحديقة حيوانات أليفة.
تم إغلاق المتحف مؤقتًا من 17 مارس 2020 إلى 23 يونيو 2020 استجابةً لوباء كوفيد-19 في إنديانا. بعد إعادة الفتح، كان الوصول إلى المناطق الخارجية فقط حتى 18 يوليو، عندما أعيد فتح صالات العرض والمرافق الداخلية الأخرى.
في فبراير 2021، تلقت المنظمة انتقادات وطنية لنشر وظيفة استدعت مخرجًا جديدًا يعمل ليس فقط لجذب جمهور أكثر تنوعًا ولكن أيضًا للحفاظ على «جمهور الفن الأبيض التقليدي الأساسي». جاء ذلك بعد سبعة أشهر من إصدار بيان انتقد من كيلي مورجان، المنسق الأسود الذي غادر نيوفيلدز، ووصف ثقافة المتحف بأنها «سامة» و «تمييزية». ونتيجة لذلك، استقال تشارلز إل فينابل من منصبه كرئيس لشركة نيوفيلدز، وأصدرت الشركة بيانًا تلتزم فيه بسلسلة من التغييرات.
في تشرين الثاني (نوفمبر) 2021، أعلنت نيوفيلدز عن خطط لتجديد معارضها، من خلال «عروض مواضيعية عالمية» تعيد تنظيم الأعمال حسب الموضوع، بدلاً من الفترة الزمنية أو الحركة الفنية.

## مكونات نيوفيلدز

### متحف إنديانابوليس للفنون
يعمل متحف إنديانابوليس للفنون كحجر الزاوية في نيوفيلدز. بالإضافة إلى احتوائه على مجموعة المتحف الواسعة، يحتوي المبنى على مكتب التذاكر والمدخل الرئيسي لحرم نيوفيلدز والمتحف ومتجر هدايا الحديقة ومقهى الطابق السفلي. في السنوات الأخيرة، استكمل المتحف عروضه الغذائية بمطاعم منبثقة، مثل متجر المعكرونة في يونيو 2019. يوفر المتحف أيضًا مساحات للفعاليات والأداء في ديبوست ليكتشر هال وبوليام فاميلي جريت هال ودير زينك إيفنتس بافيُّون ومسرح توبياس (المعروف باسم «ذا توبي») والمدرج الخارجي.

### حديقة فيرجينيا بي فيربانكس للفنون والطبيعة
كان سابقًا حفرة من الحصى، منتزه فيرجينيا بي فيربانكس للفنون والطبيعة: تم افتتاح 100 فدان رسميًا في 20 يونيو 2010. يشمل المشروع الخارجي الواسع النطاق الآن مناظر طبيعية متنوعة، بما في ذلك المناطق المشجرة والأراضي الرطبة والحقول المفتوحة وبحيرة وسلسلة من مسارات المشي لمسافات طويلة التي توجه الزوار إلى الأعمال الفنية المعاصرة الخاصة بالموقع. وهي محاطة بالنهر الأبيض من الشمال والغرب، ومن الجنوب الشارع 38، ومن الشرق قناة إنديانا المركزية. يمتد والر بريدج على القناة، ويربط المنتزه ببقية حرم نيوفيلدز. 100 فدان هي واحدة من أكبر حدائق الفن في البلاد وهي الحديقة الوحيدة التي تضم عمولة مستمرة من الأعمال المؤقتة.
أول ثمانية فنانين تم اختيارهم لإنشاء قطع مستجيبة للموقع هم أتوليي فان ليشوت وكيندل باستر وألفريدو جار وجيب هين ولوس كاربيناتروس وتي ماكيبا وتايب إيه وأندريا زيتل. كانت مساهمة ليشوت عبارة عن فانكي بونز، وهو تمثال كبير يتكون من عشرين مقعدًا أبيض وأسود من الألياف الزجاجية على شكل عظم. ظهر التمثال في كتاب ما تخبئه لنا النجوم (بالإنجليزية: The Fault in Our Stars) للمؤلف جون جرين المقيم في إنديانابوليس، بالإضافة إلى الفيلم المقتبس. مساهمة لوس كاربيناتروس، تمثل فري باسكيت المدخل الثانوي إلى نيوفيلدز على الجانب الجنوبي من الحديقة. ترتبط أعمال هؤلاء الفنانين، جنبًا إلى جنب مع مركز الزوار المعتمد من الريادة في تصميمات الطاقة والبيئة، بعدد من مسارات المشي.

### ليلي هاوس

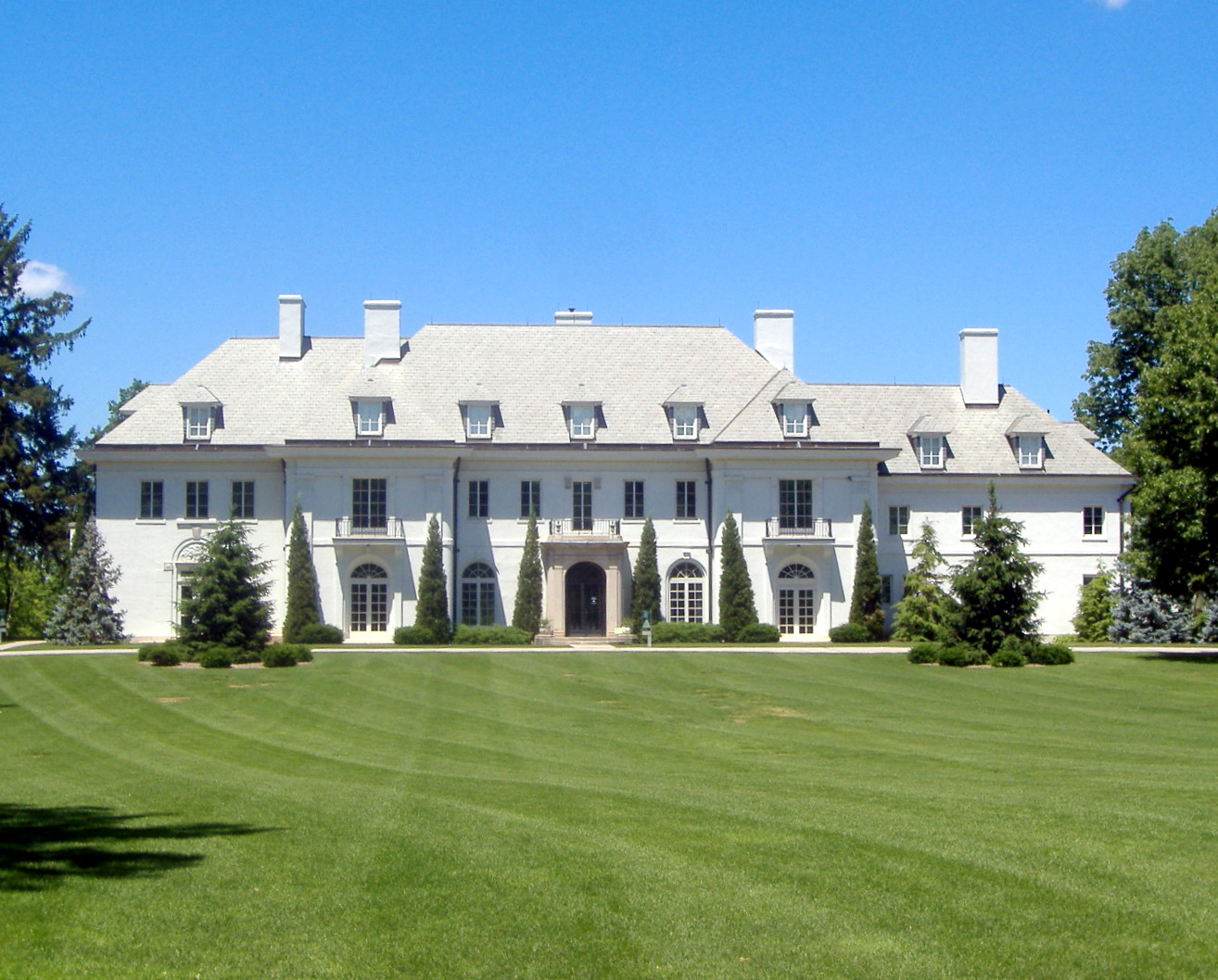
منظر لـ Oldfields من allée.

يقع ليلي هاوس (بالإنجليزية: Lilly House)، الذي يشار إليه أيضًا باسم أولدفيلدز، على 26 أكر (11 ها) العقارات التاريخية ومتحف المنزل في حرم نيوفيلدز. تم ترميم الحدائق والأراضي من قبل المتحف في التسعينيات. إلى جانب ترميم القصر في عام 2002، أصبح أولدفيلدز الآن مثالًا نادرًا على ملكية كانتري بلاس الأمريكية الباقية. تم تصنيف العقار كمعلم تاريخي وطني أمريكي في عام 2003 ووُصف بأنه Gesamtkunstwerk، وهو عمل فني موحد يجمع بين فنون تصميم المناظر الطبيعية والبستنة والهندسة المعمارية والتصميم الداخلي والفنون الزخرفية. بنيت أولدفيلدز بين 1910 و1913 من قبل المهندس المعماري لويس كيتشام ديفيس لعائلة هيو ماكينان لاندون، الذين احتلوا المنزل من 1913 حتى 1932 عندما بيعت لاندون إلى JK ليلي الابن ليلي، في وقت متأخر انديانابوليس أعمال، جامع، وفاعل خير، قام بتجديد وتوسيع الحوزة طوال ثلاثينيات وأربعينيات القرن العشرين، وتحديث الديكورات الداخلية بالإضافة إلى إضافة عدد من المباني الجديدة إلى الأرض. خضع القصر المكون من 22 غرفة لعملية ترميم تاريخية ويتم تفسيره حاليًا ليعكس حقبة الثلاثينيات عندما احتلت عائلة ليلي السكن. بالإضافة إلى أهمية المنزل كتمثيل لحركة المنزل الريفي الأمريكي، تعد حدائق وأراضي أولدفيلدز مثالًا نادرًا على المناظر الطبيعية المحفوظة للعقار التي صممها بيرسيفال غالاغر من شركة الأخوة أولمستيد (بالإنجليزية: Olmsted Brothers).

### الحدائق في نيوفيلدز
تُعرف المناطق الخارجية الواقعة شرق قناة إنديانا المركزية مجتمعة باسم ذا جاردنز في نيوفيلدز. يحتوي الحرم الجامعي على ميزات مميزة تم تعديلها بمرور الوقت لإنشاء اتصال أكبر بين مبنى المتحف والحدائق. يقع ستوفين مال وماونتين خارج المتحف مباشرة. كان ستوفين مال قد عرض في السابق العرض الأصلي لمنحوتة فن البوب الشهيرة "Love" التي صمَّمها روبرت إنديانا. تم نقل التمثال إلى الداخل لأسباب تتعلق بالحفظ. إنه الآن موقع فايف براشتروكس بواسطة روي ليختنشتاين. في نهاية المركز التجاري، مقابل مبنى متحف إنديانابوليس للفنون، توجد حديقة يمكن الوصول إليها بواسطة الكراسي المتحركة للجميع. يتم عرض تمثال برونزي، لا هيرمانا ديل هومبر بوفيدا (بالإنجليزية: Sister of the Vault Man) في وسط الحديقة.
تعد حديقة ريتشارد دي وود الرسمية وحديقة راب فاميلي رافين وألي وحدائق بوردر حدائق تاريخية على حدود ليلي هاوس. تتميز الحديقة الرسمية بوجود نافورة، وشرفات، ومزارع. تم تعديل اسمها الحالي بواسطة بيرسيفال غالاغر من تصميم المناظر الطبيعية الأصلي لأولدفيلد، وتم تكريم ريتشارد دي وود إيلي ليلي وشركاءه الذي كان عضوًا في مجلس أمناء نيوفيلدز والرئيس التنفيذي السابق لشركة إلي وليلي. صممت حديقة رافين من قبل غالاغير، وتربط ملكية ليلي بقناة إنديانا المركزية، التي تقسم الحدائق من 100 فدان. يبلغ طول ألي 775 قدم (236 م) العشب مباشرة أمام ليلي هاوس، محاط بـ 58 شجرة بلوط أحمر، وينتهي ببركة دائرية ونافورة. على جانبي ألي توجد بوردر جاردنز، وهي منطقة مظللة بشدة بمسارات متعرجة.
تشمل المناطق الطبيعية الأخرى تانر أورشارد وديكينسون فور سيزنز جاردن ونونيز جاردن ورين جاردن.

### مادلين ف. إلدر جرينهاوس
قام منزل مادلين ف. إلدر جرينهاوس (بالإنجليزية: Madeline F. Elder Greenhouse) في الأصل بتوفير النباتات والإنتاج لسكان مزرعة أولدفيلد. تم تشييد الهيكل الحالي في أواخر الأربعينيات. بالإضافة إلى النباتات، فإن الدفيئة هي أيضًا موقع حديقة البيرة. بدأت في مارس 2017، وتتميز بصنابير دوارة من البيرة الموسمية وعصير التفاح، بما في ذلك بين الأوراق، وهي بيرة مخصصة من شركة سون كينج بريونغ (بالإنجليزية: Sun King Brewing) ومقرها إنديانابوليس والمتاحة فقط في نيوفيلدز.

### مواقع خارج الحرم الجامعي الرئيسي

#### منزل ميلر والحديقة
منزل ميلر (بالإنجليزية: The Miller House) هو منزل عصري من منتصف القرن صممه إيرو سارينين ويقع في كولومبوس بولاية إنديانا. تم تكليف المنزل من قبل الصناعي الأمريكي، وفاعل الخير، وراعي الهندسة المعمارية جيه. إروين ميللر وزوجته زينيا سيمونز ميلر في عام 1953. استغرق التصميم والبناء في منزل ميلر أربع سنوات واكتمل في عام 1957. تم إعلان المنزل معلمًا تاريخيًا وطنيًا في عام 2000. في عام 2009، تبرعت عائلة ميلر بالمنزل والحدائق، إلى جانب العديد من المفروشات الأصلية، لمتحف إنديانابوليس للفنون. بالإضافة إلى إيرو سارينين، يعرض المنزل والحدائق أعمال شخصيات بارزة في القرن العشرين مثل المصمم الداخلي ألكسندر جيرارد ومهندس المناظر الطبيعية دان كيلي ومساعد التصميم الرئيسي في مكتب سارينين، كيفن روش.

#### منزل ويسترلي والحدائق
يقع منزل ويسترلي (بالإنجليزية: Westerley House) جنوب المتحف في حي جاردن هيل، وهو المنزل السابق للدكتور جيورج ها كلاوز وزوجته إديث وابنهما ألين كلاوز. صممه المهندس المعماري فريدريك واليك وتم بناؤه في عام 1922، يتكون المنزل المكون من أربعة طوابق من 20 غرفة بالإضافة إلى منزل متنقل ودفيئة والأراضي المحيطة. توفي ألين كلاوز في عام 2000 وترك التركة للمتحف، عازمًا على أن يكون مكانًا للفعاليات ومنزلًا لمدير متحف إنديانابوليس للفنون. في عام 2006، خضع العقار لتجديد بقيمة 2 مليون دولار، مع هدية كبيرة قدرها 800000 دولار من مؤسسة ألين وايت هيل كلاوز ومتبرع مجهول. كان ويسترلي هاوس تاريخيًا بمثابة مكان لعائلة كلاوز لعرض مجموعتهم الفنية الجميلة، والتي أصبحت في النهاية الأساس لمجموعة متحف إنديانابوليس للفنون الأوروبية المبكرة.

## المجموعات

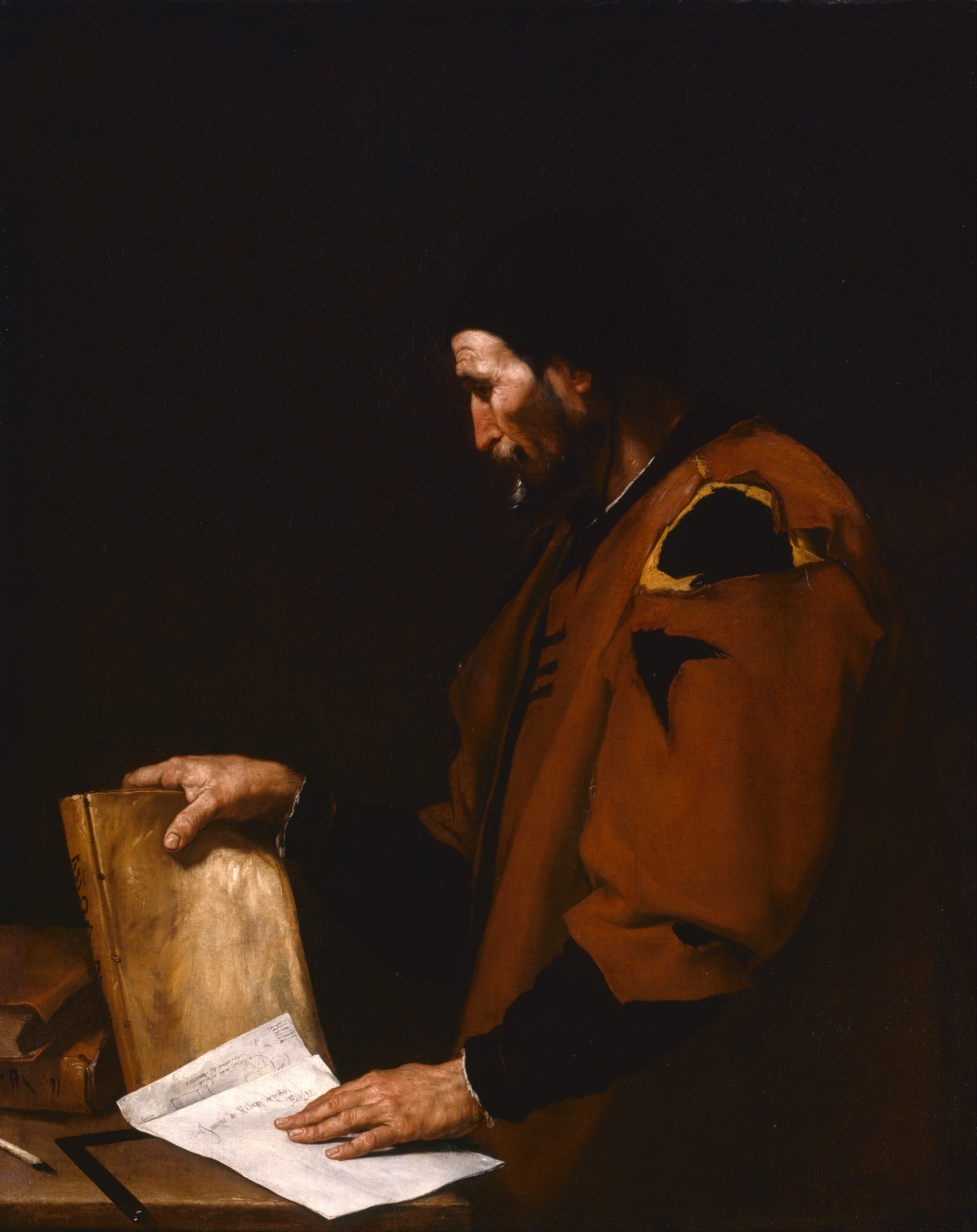
جوسيبي دي ريبيرا، أرسطو (1637)

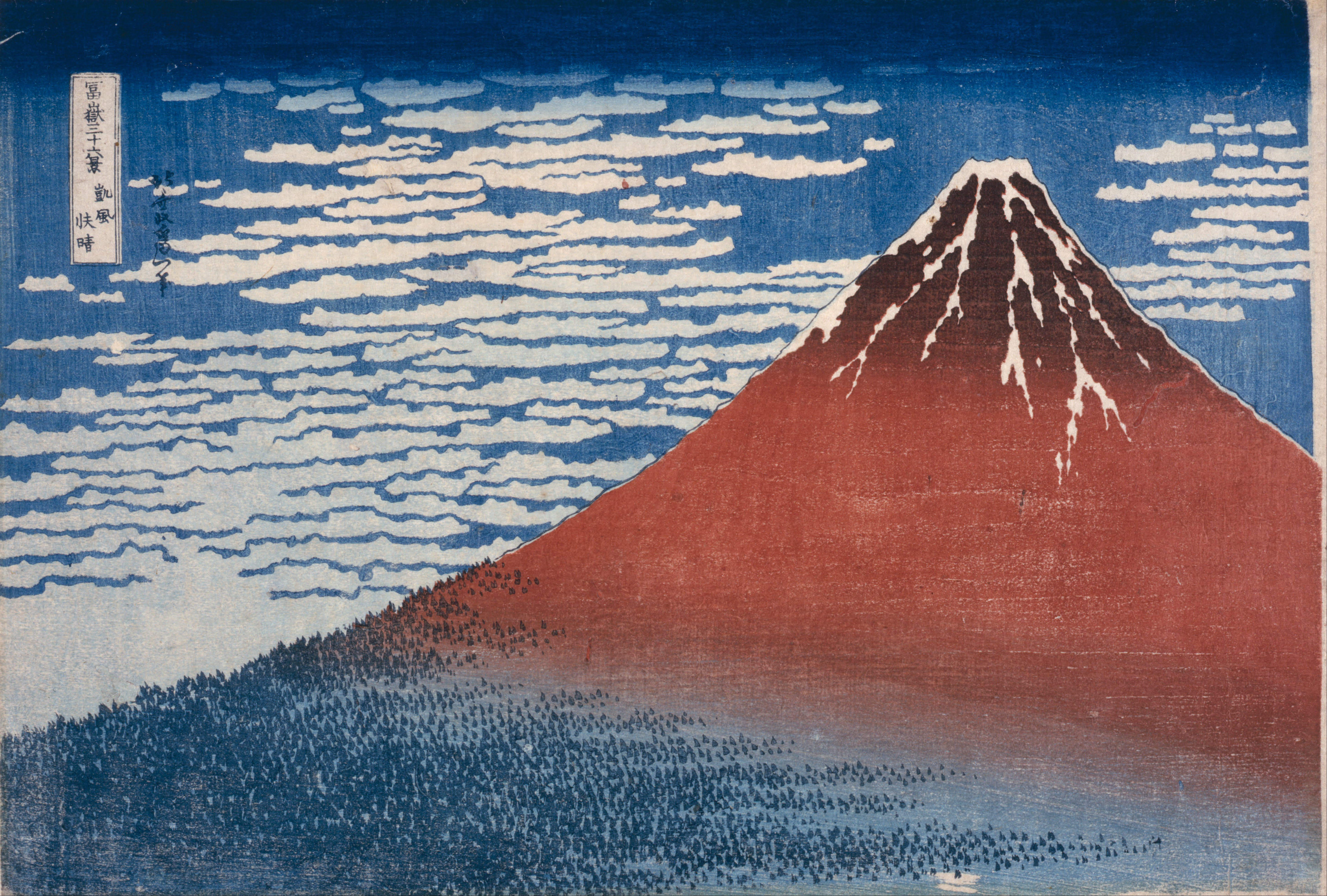
لوحة لكاتسوشيكا هوكوساي بعنوان رياح جميلة، صباح صافٍ (حوالي 1800-1849)

يضمُّ متحف إنديانابوليس للفنون مجموعة دائمة تضم أكثر من 54000 عمل تمثل ثقافات من جميع أنحاء العالم وتمتد لأكثر من 5000 عام. تشمل مناطق المجموعة: الرسم والنحت الأوروبي. الرسم والنحت الأمريكي. المطبوعات والرسومات والصور ؛ فن آسيوي فن إفريقيا وجنوب المحيط الهادئ والأمريكتين؛ فن البحر الأبيض المتوسط القديم. فنون التصميم فنون النسيج والأزياء. والفن المعاصر. يحتوي المتحف على مجموعة كبيرة من اللوحات والمطبوعات الانطباعية الجديدة، والتي قدم العديد منها في عام 1977 من قبل الصناعي المحلي دبليو جي هوليداي. جنبا إلى جنب مع مجموعة نيو-إمبرياسونيت هي صامويل جوزيفويتز كولكشن أوف غوخين وسكول أوف بونت-أفين، والتي تتضمن أشياء بارزة مثل بريتونز إن أ فيريبوت لإميل برنارد. يحتوي متحف إنديانابوليس للفنون أيضًا على مجموعة كبيرة من أعمال تيرنر، والتي تحتوي على أشياء بارزة مثل لوحة مائية 1820، قلعة روسلين. تضم المجموعة، التي تم تشكيلها من خلال تبرع كبير من فاعل الخير كيرت بانتزر في عام 1979، أكثر من خمسين لوحة مائية، بالإضافة إلى لوحات زيتية ومطبوعات ونقوش.

بول غوغان، The Flageolet Player on the Cliff (1889)

المجموعة الأوروبية، التي تم تنظيمها في أعمال قبل عام 1800 وتعمل من 1800 إلى 1945، تتضمن أشياء بارزة مثل أرسطو لجوسيبي دي ريبيرا وذا فلاجلوت بلاير أون ذا كليف بواسطة بول غوخين. صورة رامبرانت الذاتية هي جزء من مجموعة صندوق كلاوز، التي تضم عددًا من قطع أولد ماسترز الهامة. جزء من مجموعة نيو-إمبريزونت، ذا تشانل of جرافيلنز، كانت بوتي فورت فيليب من تأليف جورج سورات واحدة من أولى الأعمال التي تبرعت بها كارولين مارمون فيسلر في الأربعينيات. ستستمر فيسلر في التبرع بعدد من الأعمال المهمة، بما في ذلك وصيتها في عام 1961 من قطع الحداثة البارزة في القرن العشرين والتي تضمنت بابلو بيكاسو وشاجال وماتيس. تمثل القطع في المجموعة الأمريكية الانطباعية الأمريكية والحداثة، بما في ذلك أعمال جورجيا أوكيفي وجورج إنيس. تشمل القطع المهمة ردهة الفندق (1943) لإدوارد هوبر وبناة القوارب بواسطة وينسلو هومر.
يحتوي المتحف على مجموعة كبيرة من الفن الآسيوي، مع أكثر من 5000 قطعة تمتد إلى 4000 عام. أبرزها مجموعة متحف إنديانابوليس للفنون المشهورة من اللوحات والمخطوطات والشاشات اليابانية التي تعود إلى فترة إيدو. وتشمل أبرز ألف قمم ولا تعد ولا تحصى الوديان، عمل اسرة مينغ قبل وو بن، والبوذيين، داوست، والكونفوشيوسية الإبراهيمي، الذي يعد وحة فترة إيدو التي كتبها كانو سانراكو، بالإضافة إلى عدد من السيراميك والبرونز الصينية التي تم التبرع بها بواسطة إلي ليلي في عام 1961، مثل غرامة شانغ البرونزية غوانغ. تتكون مجموعة متحف إنديانابوليس للفنون أيضًا من أكثر من 2000 قطعة من الأعمال الفنية والتحف الأفريقية، والتي تبرع بها هاريسون إيتيلورج في عام 1989. قامت مؤسسة متحف إنديانابوليس للفنون بتوسيع المجموعة لتشمل كلاً من الأشياء التاريخية والمعاصرة من كل منطقة رئيسية في إفريقيا، بما في ذلك مصر. المتحف فريد من نوعه في عرضه الشامل للأعمال الإسلامية والمصرية القديمة داخل المعرض الأفريقي، بدلاً من الآثار اليونانية أو الرومانية. تشمل القطع المهمة شخصية سلف أنثى لشعب سينوفو وقناع خوذة ماغبو لجمعية أورو بواسطة كارفر أونابانجو من لتي ميكو.
تتكون مجموعة المنسوجات وفن الموضة في المتحف من 7000 قطعة، بما في ذلك أزياء القرن العشرين المصممة خصيصًا من قبل جيفنشي وشانيل وبالمان. تتضمن المجموعة عددًا من تقاليد النسيج في العالم، بما في ذلك المنسوجات الأفريقية التي تبرعت بها الأختان إليزا وسارة نيبلاك بين عامي 1916 و 1933 ومجموعة كبيرة من السجاد البلوشي. استنادًا إلى التاريخ المبكر للمتحف في جمع المنسوجات، تتراوح العناصر من الأزياء الراقية إلى الحرير والأربطة العتيقة التي تمتد على مدى 500 عام. تشمل بعض القطع البارزة فستانًا من البلاط الإمبراطوري الروسي من تصميم المصمم تشارلز فريدريك وورث وبوديساتفا من الحكمة (مانيوسري)، وهي لوحة حرير من عهد أسرة مينج. تتكون مجموعة فنون التصميم بالمتحف من قطع أوروبية وأمريكية من عصر النهضة حتى الوقت الحاضر. تشتمل المجموعة على خزانة جانبية من تصميم إلييل سآرينن تم تصميمها في عام 1929 لمعرض متحف المتروبوليتان للفنون: معرض للتصميم الأمريكي المعاصر وأريكة استرخاء بابلز التي صممها فرانك جيري في عام 1979 لسلسلة إكسبيريمونتال إيدج. في عام 2018، أضاف المتحف خدمة غداء سيفر إلى مجموعة الفنون الزخرفية الخاصة به.
في السنوات الأخيرة، بدأت مؤسسة متحف إنديانابوليس للفنون بالتركيز على تطوير مجموعتها الفنية المعاصرة، والتي تتضمن أعمالًا مثل تو وايت دوتس إن ذا آير (بالإنجليزية: Two White Dots in the Air) من تأليف ألكسندر كالدر ولايت سبايس الثالث (بالإنجليزية: Light and Space III)، وهو تركيب دائم لروبرت إروين يقع في قاعة بوليام الكبرى. منذ عام 2007، عرض المتحف منشآت معاصرة خاصة بالموقع في إيفرومونسون بافيُّون، حيث يتم تدوير الأعمال المؤقتة كل ستة أشهر. يضم إيفرومونسون بافيُّون أعمالًا لفنانين مثل ويليام لامسون وبال-نوجس ستوديو وأورلي جينجر وهيذر راو على سبيل المثال لا الحصر. يظهر الفن المعاصر أيضًا على مساحة 100 فدان: منتزه فيريجينا بي. منذ عام 2007، التزمت مؤسسة متحف إنديانابوليس للفنون ببناء مجموعة تصاميم حديثة توضح المزايا الفنية للأشياء النفعية. من المتوقع أن يؤدي التركيز على التصميم الدولي المعاصر، جنبًا إلى جنب مع افتتاح ميلر هاوس في عام 2011، إلى إعادة وضع المتحف كسلطة في التصميم.

### الشفافية
لقد استخدمت ممارسات التجميع وإلغاء الدخول في مؤسسة متحف إنديانابوليس للفنون التكنولوجيا لتوفير الوصول العام والانفتاح والشفافية في عمليات المتاحف. تم الكشف عن قاعدة بيانات المتحف عبر الإنترنت، التي تم الكشف عنها في مارس 2009، والتي تسرد كل كائن يتم إلغاء توصيله وتربط عمليات الاستحواذ الجديدة بالأشياء المباعة التي وفرت الأموال لشرائها. تم الإشادة بمؤسسة متحف إنديانابوليس للفنون لكونه الأول من بين المتاحف التي تشارك بشكل صريح ممارساتها غير المترابطة ولإدراج القدرة على نشر التعليقات العامة على الإدخالات في قاعدة البيانات القابلة للبحث. طورت مؤسسة متحف إنديانابوليس للفنون أيضًا سجل الكائنات لمدير متحف الفن (AAMD)، وهي قاعدة بيانات تساعد المتاحف بسهولة أكبر على الالتزام بحكم اليونسكو لعام 1970 الذي يمنع الاتجار غير المشروع بالآثار. منذ عام 2003، أجرى متحف إنديانابوليس للفنون بحثًا منهجيًا عن مصدر الأعمال الفنية التي تم إنشاؤها قبل عام 1946 والتي تم الحصول عليها بعد عام 1932.

## الترميم
تم إنشاء قسم الحفظ في مؤسسة متحف إنديانابوليس للفنون في عام 1970 من قبل أول حارس متفرغ للمتحف، باول سفيريس، وسرعان ما أصبح معروفًا كمركز إقليمي للحفظ. في عام 1978، بدأ القسم في تقديم خدمات استشارية للمؤسسات الإقليمية، حيث حصل على عقود من جميع أنحاء الغرب الأوسط. تضمن عقد مبكر رفيع المستوى الحفاظ على 45 صورة شخصية للمحافظين على مدار 15 شهرًا. أقيم معرض 1979، اللوحات والرسامين لحكام ولاية إنديانا، في مؤسسة متحف إنديانابوليس للفنون من يناير إلى مارس قبل عرض الصور بشكل دائم في إنديانا ستيت هاوس. تضمنت المشاريع الإقليمية الرئيسية الأخرى الحفاظ على جداريات توماس هارت بينتون وترميمها، والتي تم إنشاؤها لأول مرة لقاعة إنديانا في معرض شيكاغو العالمي عام 1933 وتقع الآن في جامعة إنديانا، جداريات مستشفى ويشارد ميموريال، أوتو جداريات ستارك وكليفتون ويلر في مدرسة إنديانابوليس العامة 54، ومؤخراً ترميم مشاعل ماي رايت سيوول التذكارية في مدرسة هيرون الثانوية، الموقع السابق لمعهد جون هيرون للفنون.

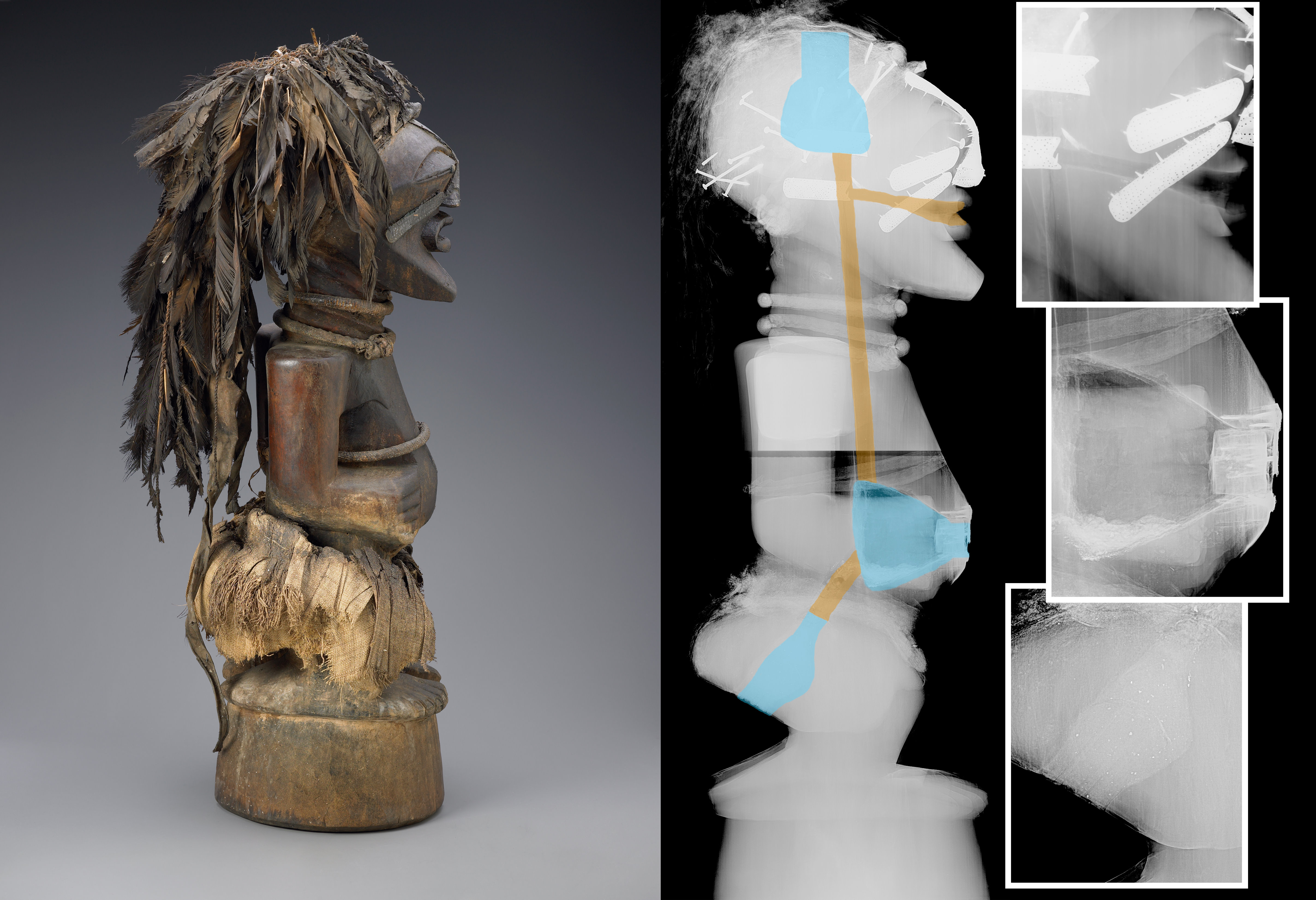
صورة إشعاعية لشخصية قوة سونجي الأفريقية

يخدم قسم الصيانة حاليًا احتياجات المتحف من خلال خبرة المتخصصين في اللوحات والمنسوجات والأعمال على الورق والإطارات وحفظ الأشياء. لقد نما القسم من حيث الحجم والموظفين على مر السنين، مع أحدث توسع حدث في عام 2007. اعتبارًا من عام 2007، امتلكت مؤسسة متحف إنديانابوليس للفنون واحدة من عدد قليل من وحدات الأشعة السينية المعتمدة على الكمبيوتر في الولايات المتحدة، واستمرارًا لاتجاه تكنولوجيا الأشعة السينية الذي بدأه القسم في السبعينيات. في عام 1980، ساعد القسم في تنظيم وتأسيس نقابة الحفظ الإقليمية في الغرب الأوسط، والتي تضم علماء ترميم وعلماء في مجال الحفظ من إنديانا وأوهايو وإلينوي وميتشيغان. في منتصف الثمانينيات من القرن الماضي، حظي القسم بالاهتمام عندما ساعد كبير مسؤولي الصيانة مارتن راديكي السلطات المحلية في الكشف عن أكثر من عشرين لوحة مزورة من تي سي ستيل وويليام فورسيث تبلغ قيمتها أكثر من 200000 دولار. دفعت قضية التزوير البارزة راديكي إلى تنظيم معرض في عام 1989، هل هو حقيقي؟ ستيل وفورسايث والتزوير في إنديانا. سلط المعرض الضوء على تقنيات الحفظ وفحص كيفية اكتشاف التزوير. تم تقديم عرض عام آخر للحفظ في عام 2007 مع سيباستيانو مايناردي: ذا ساينس أوف آرت، وهو معرض ستار ستوديو الذي سمح للزوار بمشاهدة الحافظين أثناء عملهم في مذبح القرن السادس عشر. يعد ستار ستوديو التابع لمؤسسة متحف إنديانابوليس للفنون معرضًا تفاعليًا يمكّن الزائرين من التعرف على مجموعات المتحف من خلال عملية صنع الفن والمراقبة.
في فبراير 2010، تحول مؤسسة متحف إنديانابوليس للفنون من معايير التحكم البيئي الحالية داخل مساحات العرض الخاصة بهم، مما سمح بتقلب درجات الحرارة والرطوبة بضع درجات على جانبي المعيار المقترح. تخلَّت مؤسسة متحف إنديانابوليس للفنون عن المعيار بعد أن خلصت إلى أن غالبية الأعمال الفنية يمكن أن تحافظ على نطاق أكبر من الرطوبة، مما يسمح للمتحف بالتوفير في تكلفة فواتير الطاقة وتقليل انبعاثات الكربون.

### علوم الحفظ
في أكتوبر 2008، أعلن معهد مؤسسة متحف إنديانابوليس للفنون عن منحة قدرها 2.6 مليون دولار من مؤسسة ليلي أوندومنت (بالإنجليزية: Lilly Endowment) لاستخدامها في إنشاء مختبر لعلوم الحفظ على أحدث طراز. من خلال منحة من مؤسسة أندرو دبليو ميلون، تم تعيين الدكتور جريجوري ديل سميث في أكتوبر 2009 لقيادة المختبر بصفته كبير علماء الحفظ. ينصب التركيز الرئيسي للمختبر على البحث في مجموعة مؤسسة متحف إنديانابوليس للفنون، بما في ذلك أزياء الأزياء الراقية في مجموعة المنسوجات والأشياء المصنوعة من مواد تركيبية في مجموعة التصميم. هناك تركيز آخر هو البحث العلمي حول المواد الموجودة في المجموعات، مثل الراتنجات والأصباغ على القطع الفنية الأفريقية والزجاج على الخزف الآسيوي. من خلال إضافة المختبر، يهدف معهد مؤسسة متحف إنديانابوليس للفنون إلى ترسيخ مكانته كمركز حماية معترف به دوليًا وزيادة إمكاناته كمورد للتدريب والتطوير المهني في علوم الحفظ.

## المعارض
في عام 1909 قامت جمعية الفن بحملة من أجل معرض استعادي كبير، معرض أوغسطس سانت جودنز التذكاري، ليتم إحضاره إلى إنديانابوليس. اجتذب المعرض، الذي يشار إليه أيضًا باسم معرض سانت جودنز التذكاري للتماثيل، 56000 زائر خلال دورته التي استمرت ثلاثة أشهر، وهو ما يتجاوز بكثير هدف المجلس المتمثل في جذب 50000 زائر. تضمن معرض عام 1937، اللوحات الهولندية للقرن السابع عشر، قروضًا من متحف سينسيناتي للفنون ومتحف متروبوليتان للفنون ومتحف ريجكس في أمستردام. قدم المعرض الذي استمر ستة أسابيع 65 قطعة، بما في ذلك العديد من لوحات رامبرانت، واعتبر بداية نهوض المتحف بالتذوق.
في عام 1977، استحوذت مؤسسة متحف إنديانابوليس للفنون على مجموعة من اللوحات الانطباعية الجديدة من صانع إنديانابوليس دبليو جي هوليداي، والتي تم تقديمها في معرض عام 1983 بعنوان ذا أورا أوف دبليو جي هوليداي كوليكشن. من عام 1986 إلى عام 1988، سافر المعرض إلى سبع مدن في الولايات المتحدة وتوقف في أوروبا في متحف فان جوخ في أمستردام. تم افتتاح الفن العجيب: أمريكا اللاتينية (بالإنجليزية: Art of the Fantastic: Latin America) 1920–1987 في صيف عام 1987 بالتزامن مع دورة ألعاب عموم أمريكا، حيث قدم 125 عملاً لفنانين من مجموعة متنوعة من الدول. تم عرض فنانين مشهورين مثل فريدا كاهلو وروبرتو ماتا، بالإضافة إلى فنانين لم يعرضوا أبدًا خارج وطنهم الأم. كان المعرض أول عرض واسع النطاق لفن أمريكا اللاتينية في القرن العشرين في الولايات المتحدة منذ أكثر من 20 عامًا وكان أول معرض معاصر في المتحف يسافر.
في عام 1992، استضافت مؤسسة متحف إنديانابوليس للفنون معرض السفر التي ينظمها متحف الفن الحديث التي شملت الانطباعية، وكذا مرحلة ما بعد الانطباعية، والفن الحديث وخاصَّة أعمال رئيس الأخبار سابقًا في سي بي إس وليام بالي. ساعد المعرض في إنشاء مؤسسة متحف إنديانابوليس للفنون كمكان متحف بارز في الغرب الأوسط وجلب رقمًا قياسيًا قدره 60837 زائرًا. في عام 2001، تعاون متحف إنديانابوليس للفنون مع مستودع الكرملين في موسكو لتنظيم هدايا للقيصر، 1500-1700: كنوز من الكرملين. ساعد العرض معهد متحف إنديانابوليس للفنون في تكوين شراكات مع منظمات الفنون المحلية، واكتساب شهرة دولية، وجذب 70704 زائرًا. كان المعرض المهم الآخر للسفر إلى مؤسسة متحف إنديانابوليس للفنون هو الفن الروماني من متحف اللوفر، والذي جذب 106,002 زائر خلال عام 2008. تضمن المعرض 184 لوحة فسيفساء، ولوحة جدارية، وتماثيل، ونقوش رخامية، وسفن معارة من المجموعة الدائمة، لمتحف اللوفر في باريس، فرنسا. كانت أكبر مجموعة تم إقراضها على الإطلاق من متحف اللوفر حتى الآن، ولم تتوقف إلا في ثلاث مدن أمريكية قبل العودة إلى فرنسا.
في عام 2009، جمعت إسبانيا المقدسة: الفن والإيمان في العالم الإسباني 71 عملاً فنياً من مجموعة متنوعة من المقرضين، بما في ذلك بيرو والمكسيك وبرادو في إسبانيا. كان المعرض يتألف من مجموعة نادرة من القطع، العديد منها لم يُعرض قط في الولايات المتحدة. تضمنت لوحات ومنحوتات وأعمال معدنية وكتب لفنانين مثل إل غريكو ودييغو فيلاثكيث وبارتولومه إستبان موريو. تم عرض مشاريع أندي وارهول (بالإنجليزية: Andy Warhol Enterprises) في متحف إنديانابوليس للفنون من أكتوبر 2010 إلى يناير 2011 وضمت أكثر من 150 عملاً فنياً لأندي وارهول، بالإضافة إلى مواد أرشيفية. كان المعرض هو الأكبر الذي يوضح انبهار وارهول بالمال وعرض النزعة الاستهلاكية كموضوع مركزي. تمكن الزوار من مشاهدة التقدم في مسيرة وارهول المهنية، من بداياته كفنان تجاري إلى إمبراطوريته التي تقدر بملايين مثل العروض المرئية التفاعلية الدولارات.

### معارض متنقلة
التصميم الأوروبي منذ عام 1985: عرض تشكيل القرن الجديد في الفترة من 8 مارس إلى 21 يونيو 2009، وكان أول مسح رئيسي للتصميم الأوروبي المعاصر. احتوى المعرض على مجموعة من ما يقرب من 250 قطعة، لمصممي الصناعة والديكور في أوروبا الغربية، مثل فيليب ستارك ومارك نيوسون وماثياس بنجسون. ظهرت ثلاثة أنماط بارزة للتصميم في الفترة من 1985 إلى 2005 ويمكن رؤيتها في المعرض: التصميم الهندسي البسيط والتصميم الحيوي وتصميم البوب الجديد. كان من بين الموضوعات التي تم تناولها خلال المعرض مسألة ما الذي يجعل شيئًا ما «فنًا» وكيفية تمييز قطعة متحف ذات جودة في عالم مليء بالمنتجات ذات الإنتاج الضخم. وبدلاً من تنظيم المعرض حسب المصمم أو الدولة، تم تنظيم القطع بناءً على المبدأ الفكري أو الفلسفي الذي تندرج تحته. بعد مغادرة متحف إنديانابوليس للفنون، سافر المعرض إلى المتحف العالي للفنون في أتلانتا ومتحف ميلووكي للفنون.
حقائق صلبة: ذا آرت أوف ثونتون ديال، الذي عُرض في الفترة من فبراير إلى سبتمبر 2011، تضمن أكثر من 70 عملاً فنياً على نطاق واسع وهو أكبر مجموعة من أعمال تورثنتون ديال تم تركيبها على الإطلاق. وضع المعرض سياقه باعتباره فنانًا معاصرًا ذا صلة وليس فنانًا شعبيًا أو فنانًا خارجيًا كما صوره الكثيرون في الماضي. غطت القطع المعروضة في «حقائق صعبة» مجموعة من الموضوعات الاجتماعية والسياسية، يتناول الكثير منها الحياة الريفية في الجنوب ومعاملة الأمريكيين الأفارقة. بعد مغادرة إنديانابوليس، سافر المعرض إلى نيو أورلينز، شارلوت، نورث كارولينا وأتلانتا.

### بينالي البندقية
في عام 2010، تم اختيار متحف إنديانابوليس للفنون ليكون المنظمة المكلفة لجناح الولايات المتحدة في بينالي البندقية (بينالي دي فينيسيا). تم قبول اقتراح متحف إنديانابوليس للفنون لإنشاء معرض يعرض أعمال الفنانين البورتوريكيين جنيفر ألورا وغيليرمو كالزاديلا من قبل مكتب الشؤون التعليمية والثقافية في وزارة الخارجية الأمريكية. كان ألورا وكالزاديلَّا أول فريق تعاوني يتم عرضه في بينالي البندقية، وكانت عام 2011 هي المرة الأولى التي يتم فيها اختيار فنانين أمريكيين من مجتمع ناطق باللغة الإسبانية. سيتم تطوير ستة أعمال فنية جديدة من قبل الزوجين، الذين غالبًا ما يستكشفون الموضوعات الجيوسياسية من خلال عملهم. ستشكل القطع التي ابتكروها لجناح الولايات المتحدة لعام 2011 معرضًا بعنوان جلوريا وسلطت الضوء على المؤسسات التنافسية مثل الألعاب الأولمبية والجيش والتجارة الدولية. جلب ألُّورا وكالدازيلَّا أيضًا عناصر الأداء إلى قطع الوسائط المتعددة الخاصة بهم من خلال مشاركة الرياضيين الأولمبيين. ثلاث من القطع الست، بعنوان بادي إن فلايت (ديلتا)، وبادي إن فلايت (أمريكا)، وتراك أند فيلد، شارك فيها الأولمبيون دان أوبراين، وشيلسي ميميل، وديفيد دورانت.

## الإدارة

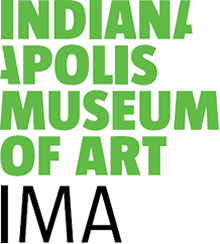
الشعار المستخدم حتى عام 2017.

متحف إنديانابوليس للفنون هو شركة من نوع 501 (ج) (3) د / ب / أ مسجّلة في نيوفيلدز. يحكمها الرئيس المؤقت والمدير المالي جيري وايز، ثلاثة نواب للرئيس، وأمين صندوق، وسكرتير، و 21 عضوًا إضافيًا في مجلس الإدارة. يتكون وقف المتاحف من حوالي 120 صندوقًا فرديًا مخصصًا مثل العروض المرئية التفاعلية لعمليات البناء وتكاليف السندات ونفقات الموظفين والرسوم القانونية وأغراض أخرى.

### الشركات التابعة
اعتمدت متحف إنديانابوليس للفنون على الشركات التابعة لدعم وزيادة الوعي بمجموعات المتحف منذ أوائل القرن العشرين. في عام 1919، تم تأسيس أصدقاء الفن الأمريكي لدعم مشتريات جمعية الفن في إنديانابوليس ومتحف هيرون. على مدى عقدين من الزمن، اشترى الأصدقاء 22 عملاً فنياً للمجموعة، بتمويل من التبرعات السنوية للأعضاء. تأسس تحالف متحف إنديانابوليس للفنون في عام 1958 وكان مخططًا للمحاضرات وكرات التعادل السوداء والأنشطة ذات الصلة من أجل جمع الأموال للمتحف. تضمنت الهدايا الرئيسية مساهمة بقيمة 350.000 دولار أمريكي في عام 1979 نحو حملة الوقف المئوية البالغة 40 مليون دولار أمريكي ومساهمة قدرها 500000 دولار أمريكي في توسُّع متحف إنديانابوليس للفنون لعام 1990. بحلول عام 2007، قدم التحالف أموالًا لشراء أكثر من 300 عمل فني. تأسست جمعية الفن المعاصر في عام 1962 لاكتساب الفن المعاصر لمجموعة المتحف الدائمة. في عام 1963، كان أول استحواذ كبير يتألف من 65 عملاً. تأسست جمعية البستنة في عام 1972 للمساهمة في رعاية وتعليم حدائق وأراضي المتحف، وجمع 65000 دولار في عام 1989 من أجل ترميم حدائق أولدفيلدز. في أواخر السبعينيات، تم تشكيل كل من جمعية القرن الثاني وجمعية الطباعة والرسم. تأسست جمعية القرن الثاني، التي عُرفت فيما بعد باسم مجلس متحف إنديانابوليس للفنون، للاحتفال بالتبرعات البالغة 1000 دولار أو أكثر لصندوق التشغيل السنوي للمتحف، وجذب أكثر من 200 مساهم خلال عام افتتاحه. في عام 1979، عرضت جمعية الطباعة والرسم 70 عملاً فنيًا على مدى 500 عام في معرضها الأول، مجموعات مجتمع الطباعة والرسم. بحلول أواخر الثمانينيات، وسع المتحف نطاق برنامجه التابع ليشمل جمعية الفنون الزخرفية، وجمعية الفنون الآسيوية، وجمعية الفنون الإثنوغرافية، وجمعية فنون الموضة.

### الجوائز
بعد الخضوع لمبادرة الاستدامة التي خفضت استهلاك الغاز الطبيعي بنسبة 48 في المائة واستهلاك الكهرباء بنسبة 19 في المائة، أصبح متحف الفن التشكيلي الدولي أول متحف للفنون الجميلة يُسمى شريك إنرجي ستار في عام 2008. اعتبارًا من عام 2010، كان متحف إنديانابوليس للفنون واحدًا من 11 متحفًا فقط حصل على هذا الاعتراف من قبل وكالة حماية البيئة. أنشأ المتحف «لجنة تخضير» لتنظيم مجموعة متنوعة من الجهود للحفاظ على الإشراف البيئي، وهو مكون أساسي لرسالة المؤسسة.
في عام 2009، مُنحت متحف إنديانابوليس للفنون الميدالية الوطنية لخدمة المتاحف والمكتبات، وهي إحدى المؤسسات العشر التي حصلت على هذا التكريم السنوي من معهد خدمات المتاحف والمكتبات (IMLS). تم الاعتراف بمتحف إنديانابوليس للفنون لخدمة مجتمعها من خلال عدد من البرامج، بما في ذلك فيوفايندرز (بالإنجليزية: Viewfinders)، وهو برنامج مدرسي يخدم 9000 طالب محلي سنويًا. استشهد IMLS أيضًا بالدخول المجاني لمتحف إنديانابوليس للفنون، مبادرات التخضير والاستدامة، والجهود المبذولة للوصول إلى الجماهير الافتراضية، والتحسينات في إمكانية الوصول في جميع أنحاء المتحف.

## التواصل

### السماح بالدخول
في وقت مبكر من عام 1915، أدخل متحف إنديانابوليس للفنون (ثم معهد جون هيرون للفنون) الدخول المجاني في أيام السبت والأحد، مما أدى إلى زيادة الحضور والتنوع في الجمهور. في عام 1941، بدأ المتحف سياسة الدخول المجاني التي ظلت سارية حتى عام 2006 عندما بدأ المجلس رسم مثل العروض المرئية التفاعلية د خول بقيمة 7 دولارات لغير الأعضاء. ابتداءً من يناير 2007، عاد المتحف لدخول مجاني عام باستثناء المعروضات الخاصة. أسفر إسقاط رسوم القبول، التي وصفها المدير والمدير التنفيذي ماكس أندرسون بأنها عائق أبقى الناس بعيدًا، عن زيادة الحضور والعضوية ودعم المانحين.
في عام 2009، مُنحت مؤسسة متحف إنديانابوليس للفنون الميدالية الوطنية لخدمة المتاحف والمكتبات للخدمة العامة، وتحديداً سياسة القبول المجاني للمتحف والبرامج التعليمية. انتهت سياسة الدخول المجاني في أواخر عام 2014 بعد سبع سنوات للحفاظ على الاستقرار المالي على المدى الطويل.

### التعليم
تشمل المبادرات التعليمية لمتحف إنديانابوليس للفنون البرمجة للمجتمع المحلي بالإضافة إلى الجماهير عبر الإنترنت. فيوفايندرز، برنامج عرض فني يخدم 9000 طالب محلي سنويًا، يستخدم إستراتيجية التفكير المرئي، وهو منهج قائم على الفنون يعلم التفكير النقدي ومهارات الاتصال ومحو الأمية البصرية. أدى تركيز المتحف على المشاركة عبر الإنترنت إلى أدوات تعليمية مثل آرت بابل (بالإنجليزية: ArtBabble)، وهي بوابة فيديو لم تعد موجودة الآن لمحتوى متحف الفن. يقع دافيس لاب داخل المتحف بجوار بوليام جريت هال، وهو مكان يمكن للزوار فيه تصفح مجموعة المتحف وتجربة التكنولوجيا الجديدة. بالإضافة إلى تركيزه على التكنولوجيا والتواصل المدرسي، يوفر المتحف دروسًا ومحاضرات وسلسلة أفلام، بالإضافة إلى جولات مستمرة للمجموعات والممتلكات التاريخية والأراضي. تشمل البرامج الأخرى ستار ستوديو، وهي مساحة مخصصة لصنع الفن حيث ينفذ الزوار، جنبًا إلى جنب مع موظفي المتحف، مشاريع مستوحاة من معارض المتحف.
من عام 1946 حتى عام 1981، قدمت رابطة إنديانابوليس جونيور متطوعين ودعمًا ماليًا لبرنامج محاضر المتحف. في عام 1981، بدأ المتحف برنامج تدريب المحاضر الخاص به، والذي يستمر في خدمة عدد كبير من الأطباء المتطوعين من خلال الفصول والتدريب. اعتبارًا من عام 2009، تطوع أكثر من 500 فرد في متحف إنديانابوليس للفنون.

### إمكانية الوصول
منذ تسعينيات القرن الماضي، عملت مؤسسة متحف إنديانابوليس للفنون باستمرار على تحسين إمكانية الوصول للزوار ؛ كانت المبادرة عاملاً مساهماً في حصول المتحف على الميدالية الوطنية لخدمة المتاحف والمكتبات في عام 2009. يوفر متحف إنديانابوليس للفنون تسميات توضيحية على مقاطع الفيديو التي أنتجها المتحف، ومجلدات مطبوعة كبيرة للمعارض، مقاعد يسهل مثل العروض المرئية التفاعلية الوصول إليها وترجمة لغة الإشارة في مسرح توبياس، ومسارات يمكن الوصول إليها بواسطة الكراسي المتحركة على مساحة 100 فدان. يحتفظ المتحف أيضًا بشراكات مع مدرسة إنديانا للصم ومدرسة إنديانا للمكفوفين. في عام 1993، افتتحت مؤسسة متحف إنديانابوليس للفنون الحديقة للجميع، وهي حديقة يمكن الوصول إليها بواسطة الكراسي المتحركة مصممة للتأكيد على الحواس المتعددة. تضم الحديقة أنواعًا مختلفة من النباتات العطرية والنباتات بالإضافة إلى عدد من المنحوتات، بما في ذلك لا هيرمانا ديل هومبر بوفيدا بواسطة بابلو سيرانو.

## المبادرات

### مختبر نيوفيلدز
في فبراير 2010، أعلنت مؤسسة متحف إنديانابوليس للفنون عن إطلاق متحف إنديانابوليس للفنون لاب، الذي أعيدت تسميته لاحقًا نيوفيلدز لاب، وهي خدمة استشارية داخل قسم التكنولوجيا بالمتحف. تم تصميم متحف إنديانابوليس للفنون لاب لتلبية الاحتياجات التكنولوجية الخاصة بالمتاحف التي لا يفي بها بائعو البرامج حاليًا ولتقديم خدمات استشارية للمتاحف والمنظمات غير الربحية التي ترغب في استخدام التكنولوجيا للمساعدة في حل المشكلات وتحقيق الأهداف. تشمل مشاريع نيوفيلدز لاب تاب وستيف ميوزِم ومتحف إنديانابوليس للفنون داشبورد. تاب هو تطبيق للجولات المتنقلة لجهاز آي بود تاتش يقدم للزائرين محتوى متعلقًا بمجموعة متحف إنديانابوليس للفنون، مثل مقابلات الفنان والملفات النصية والصوتية والصور. ستيف ميوزِم، الذي يعتبر متحف إنديانابوليس للفنون لاب هو الرائد التقني فيه، هو مشروع يستكشف العلامات الاجتماعية كطريقة جديدة لوصف المجموعات وجعلها أكثر سهولة. طور المختبر أيضًا تجربة واقع افتراضي لمنزل ميلر أتاحت للضيوف «التجول» في المنزل والتعرف على ميزات الهندسة المعمارية والتصميم.

### آرت لاب
في عام 2009، أطلق معهد متحف إنديانابوليس للفنون موقع آرت لاب، وهو موقع إلكتروني لمقاطع الفيديو بموضوع فني يعرض مقابلات وأفلام وثائقية كاملة الطول. يعمل آرت لاب كمستودع لمحتوى الوسائط ذات الصلة بالفن الذي تم إنشاؤه ليس فقط بواسطة متحف إنديانابوليس للفنون ولكن بواسطة مؤسسات أخرى. يعد متحف سميثسونيان للفنون الأمريكية، ومتحف سان فرانسيسكو للفن الحديث، ومتحف مقاطعة لوس أنجلوس للفنون، ومتحف سان دييغو للفن المعاصر، ومكتبة نيويورك العامة من بين 30 شريكًا عالميًا يساهمون في المحتوى. كان آرت لاب مشروعًا عرضيًا للقمة الوطنية للصحافة الفنية وتم اختياره «الأفضل بشكل عام» الفائز بجائزة الويب في المتاحف والويب 2010. الموقع توقف منذ ذلك الحين عن العمل. مثل العروض المرئية التفاعلية

### متحف إنديانابوليس للفنون آرت سيرفسس
متحف إنديانابوليس للفنون آرت سيرفسس (بالإنجليزية: IMA Art Services) هي خدمة استشارية تركز على الفن العام وتم تصميمها على غرار الذراع الاستشارية الأخرى للمتحف، نيوفيلدز لاب. في يناير 2011، وقعت متحف إنديانابوليس للفنون آرت سيرفسس أول عقد لها مع هيئة مطار إنديانابوليس. من خلال عقد بقيمة 100000 دولار لمدة عام واحد، أدار المتحف المجموعة الفنية لهيئة مطار إنديانابوليس، والتي تضمنت 40 عملاً معروضًا حاليًا في صالة الركاب بمطار إنديانابوليس الدولي.